# 子ども・子育て支援法
子ども・子育て支援法（こども・こそだてしえんほう、平成24年8月22日法律第65号）は、日本における急速な少子化の進行ならびに家庭および地域を取り巻く環境の変化に鑑み、児童福祉法その他の子どもに関する法律による施策と相まって、子ども・子育て支援給付その他の子どもおよび子どもを養育している者に必要な支援を行い、もって一人一人の子どもが健やかに成長することができる社会の実現に寄与することに関する日本の法律である。
主に、以下のことを定めている。
- 子ども・子育て支援給付として、子どものための現金給付（児童手当）および子どものための教育・保育給付（施設型給付費、地域型保育給付費等）を行う。（第8,11条）
- 市町村は、市町村子ども・子育て支援事業計画に従って、地域子ども・子育て支援事業を行う。（第59条）
- 内閣総理大臣は、教育・保育及び地域子ども・子育て支援事業の提供体制を整備し、子ども・子育て支援給付および地域子ども・子育て支援事業の円滑な実施の確保その他子ども・子育て支援のための施策を総合的に推進するための「基本指針」を定めるものとする。（第60条）
- 市町村および都道府県は、基本指針に即して、それぞれ、市町村子ども・子育て支援事業計画および都道府県子ども・子育て支援事業支援計画を定める。（第61条、第62条）
- 内閣府に子ども・子育て会議を置く。（第72条）

法案は三党合意を経て2012年に成立し、2012年（平成24年）8月22日に公布され、新制度は2015年（平成27年）4月1日より施行された。
2024年6月5日、改正子ども・子育て支援法が可決、成立した。児童手当の拡充分は2024年12月から支給される。財源は社会保障の歳出改革　1兆1000億円、既定予算の活用　1兆5000億円、支援金　1兆円でまかなわれる。このうち支援金は、医療保険料とあわせて徴収され、負担額は被用者保険の場合、被保険者1人あたり2028年度月額800円を想定し、国民健康保険では加入者1人あたり月額400円、後期高齢者医療制度では350円の見込み。支援金は初年度2026年度　6000億円、2027年度　8000億円、2028年度　1兆円と段階的に引き上げられる。政府は歳出改革や賃上げが進めば社会保険の負担は軽くなり、その「範囲内」で支援金を集めるなら新たな負担は生じない、実質負担はゼロであると説明したが、野党などは財源を捻出する社会保障改革で医療、介護などで個人の支払いが増加しても「負担」とはみなされず、実態とかけ離れているとして疑問の声があがった。政府は2028年度までに年3兆6000億円規模の対策を実施する。改正の目玉として児童手当の拡充がおこなわれ、所得制限が撤廃され、支給期間は中学生から高校生年代まで延長され、第3子以降は3万円に増額される。支給は2024年10月分から。

## 主務官庁
- こども家庭庁成育局成育環境課

こども家庭庁の発足前は、厚生労働省子ども家庭局子育て支援課が担当していた。
財務省主税局税制第二課、厚生労働省社会・援護局総務課、同保険局保険課、文部科学省初等中等教育局幼児教育課など他省庁と連携して執行にあたる。

## 実施事業
実施主体は市町村である。

### 子どものための現金給付
現金給付は児童手当とされ、これはミーンズテスト型の公的扶助である（第8条）。

### 子どものための教育・保育給付
子どものための教育・保育給付は、施設型給付費、特例施設型給付費、地域型保育給付費及び特例地域型保育給付費の支給とする。（第11条）
子どものための教育・保育給付の支給要件は、次に掲げる小学校就学前子どもの保護者に対し、その小学校就学前子どもの特定教育・保育、特別利用保育、特別利用教育、特定地域型保育又は特例保育の利用についてのものであることとされ（第19条）、保護者は、給付を受けようとするときは、市町村に対し、給付を受ける資格を有すること及びその小学校就学前子どもの区分についての認定を申請し、認定を受けなければならない。（第20条）
1. 満3歳以上の小学校就学前子ども（2.に掲げる小学校就学前子どもに該当するものを除く。）
2. 満3歳以上の小学校就学前子どもであって、保護者の労働又は疾病その他の内閣府令で定める事由により家庭において必要な保育を受けることが困難であるもの
3. 満3歳未満の小学校就学前子どもであって、2.の内閣府令で定める事由により家庭において必要な保育を受けることが困難であるもの

#### 特定教育・保育施設
「教育・保育施設」とは、認定こども園、幼稚園及び保育所をいう(第7条4)。市町村長の確認によって、施設型給付費の支給対象として認められた教育・保育施設を「特定教育・保育施設」という（第27条）。
教育・保育施設の確認は、教育・保育施設の設置者の申請により、教育・保育施設の区分に応じ、小学校就学前子どもの区分ごとの利用定員を定めて、市町村長が行う。（第31条）
特定教育・保育施設の設置者は、支給認定保護者から利用の申込みを受けたときは、正当な理由がなければ、これを拒んではならない。（第33条）

### 地域子ども・子育て支援事業
市町村は、地域子ども・子育て支援事業として、次に掲げる事業を行う（第59条）
- 子ども及びその保護者が、確実に子ども・子育て支援給付を受け、及び地域子ども・子育て支援事業その他の子ども・子育て支援を円滑に利用できるよう、子ども及びその保護者の身近な場所において、地域の子ども・子育て支援に関する各般の問題につき、子ども又は子どもの保護者からの相談に応じ、必要な情報の提供及び助言を行うとともに、関係機関との連絡調整その他の内閣府令で定める便宜の提供を総合的に行う事業
- 教育・保育給付認定保護者であって、その保育認定子どもが、やむを得ない理由により利用日及び利用時間帯（当該教育・保育給付認定保護者が特定教育・保育施設等又は特例保育を行う事業者と締結した特定保育（特定教育・保育（保育に限る。）、特定地域型保育又は特例保育をいう。以下この号において同じ。）の提供に関する契約において、当該保育認定子どもが当該特定教育・保育施設等又は特例保育を行う事業者による特定保育を受ける日及び時間帯として定められた日及び時間帯をいう。）以外の日及び時間において当該特定教育・保育施設等又は特例保育を行う事業者による保育（保育必要量の範囲内のものを除く。以下この号において「時間外保育」という。）を受けたものに対し、内閣府令で定めるところにより、当該教育・保育給付認定保護者が支払うべき時間外保育の費用の全部又は一部の助成を行うことにより、必要な保育を確保する事業
- 教育・保育給付認定保護者又は施設等利用給付認定保護者のうち、その属する世帯の所得の状況その他の事情を勘案して市町村が定める基準に該当するものに対し、当該教育・保育給付認定保護者又は施設等利用給付認定保護者が支払うべき次に掲げる費用の全部又は一部を助成する事業
  - イ　当該教育・保育給付認定保護者に係る教育・保育給付認定子どもが特定教育・保育、特別利用保育、特別利用教育、特定地域型保育又は特例保育（以下このイにおいて「特定教育・保育等」という。）を受けた場合における日用品、文房具その他の特定教育・保育等に必要な物品の購入に要する費用又は特定教育・保育等に係る行事への参加に要する費用その他これらに類する費用として市町村が定めるもの
  - ロ　当該施設等利用給付認定保護者に係る施設等利用給付認定子どもが特定子ども・子育て支援（特定子ども・子育て支援施設等である認定こども園又は幼稚園が提供するものに限る。）を受けた場合における食事の提供に要する費用として内閣府令で定めるもの
- 特定教育・保育施設等への民間事業者の参入の促進に関する調査研究その他多様な事業者の能力を活用した特定教育・保育施設等の設置又は運営を促進するための事業
- 放課後児童健全育成事業（放課後児童クラブ）
- 子育て短期支援事業（ショートステイ）
- 乳児家庭全戸訪問事業
- 養育支援訪問事業、要保護児童対策地域協議会、その他の者による要保護児童等に対する支援に資する事業
- 地域子育て支援拠点事業（子育て支援センター）
- 一時預かり事業
- 病児保育事業
- 子育て援助活動支援事業（ファミリー・サポート・センター）
- 母子保健法に基づき妊婦に対して健康診査を実施する事業（妊婦健康診査）

## 財源
これらの財源は、三党合意に従い消費税が充てられるほか、一部は厚生年金保険法の適用事業所と各共済組合に加入する法人等から徴収され、徴収事務にあたっては、前者は厚生労働大臣（日本年金機構）、後者は各共済組合がそれぞれ行う。（第69条、第71条）